# Renato Cappellini
Pour l’article homonyme, voir Cappellini.
Renato Cappellini (né le 9 octobre 1943 à Soncino, dans la province de Crémone, en Lombardie) est un footballeur italien.

## Biographie
Avant-centre des années 1960 et 1970, Renato Cappellini a notamment joué pour quatre des plus grands clubs italiens : l'Inter Milan, le Genoa CFC, l'AS Rome et la AC Fiorentina. Il a remporté le championnat en 1966 avec l'Inter Milan. Il possède 2 sélections et a marqué un but avec la Squadra Azzurra. Il a fini sa carrière en Suisse, au FC Chiasso.

## Carrière
- 1963-1964 :  Inter Milan
- 1964-1965 :  Genoa CFC
- 1965-1968 :  Inter Milan
- 1968-1969 :  Varèse FC
- 1969-1974 :  AS Rome
- 1974 :  AC Fiorentina
- 1974-1976 :  Côme Calcio
- 1976-1977 :  FC Chiasso